# Chlorotalpa duthieae
Chlorotalpa duthieae — вид ссавців родини Chrysochloridae. Це ендемік ПАР. Його природними середовищами існування є субтропічні або тропічні вологі рівнинні ліси, вологі савани, луки помірного поясу, орні землі, пасовища, плантації, сільські сади та міські території. Видову назву duthieae було дано на честь доктора Августи Вери Дуті, південноафриканської ботаніка.

## Опис
Довжина голови й тулуба становить від 100 до 130 мм із коротким хвостом у середньому 12 мм. Верхня частина тіла блискуче червонувато-чорна чи коричнево-чорна, а низ сіруватий. На морді й навколо очей є бліді плями. Самці, як правило, більші за самиць.

## Поширення і середовище проживання
Chlorotalpa duthieae є ендеміком ПАР, де зустрічається лише в прибережній смузі довжиною близько 275 км на захід від Порт-Елізабет. Є дві окремі популяції; східна популяція знаходиться в околицях Порт-Елізабет, де зустрічається на пасовищах, сільськогосподарських угіддях і садах. Західна і більша популяція знаходиться між Вілдернессом і Цицікаммою, де зустрічається в лісах південного афро-помірного поясу, розташованих переважно в національних парках. Крот віддає перевагу ділянкам супісків і алювіальних пісків.

## Екологія
Цей кріт риє підземне гніздо під основою дерева та створює неглибокі ходи, що виходять радіально в навколишню територію. Він шукає їжу, переважно вночі, у цих тунелях і в листовій підстилці, харчуючись передусім дощовими черв'яками. Мало що відомо про звички розмноження тварин, але було зареєстровано, що одна самиця була вагітною навесні (в листопаді) з виводком із двох дитинчат. Сова сипуха є хижаком цього виду.

## Статус
Цей кріт досить поширений у відповідних місцях проживання. Основна загроза, з якою він стикається, полягає в руйнуванні середовища існування внаслідок забудови узбережжя та урбанізації, що може призвести до подальшої фрагментації популяцій. Інші загрози включають хижацтво домашніх котів і собак, переслідування садівниками та фермерами, вирубку деревини та заміну місцевих лісів плантаційними культурами. З цих причин Міжнародний союз охорони природи оцінив його природоохоронний статус як «вразливий».